# Посткоитальная дисфория
Посткоита́льная дисфори́я (англ. post-coital tristesse) — чувство печали, беспокойства или агрессии после полового акта или мастурбации. Переживание негативного характера после удовлетворительного во всех остальных отношениях полового акта. Противоречивое явление, характеризующееся необъяснимыми чувствами слезливости, печали или раздражительности после удовлетворительной в других отношениях сексуальной активности по обоюдному согласию. Синдром посткоитальной дисфории мало изучен, за последние 10 лет в медицинской литературе описано менее 50 случаев. Некоторые люди могут испытывать сильное чувство тревоги, продолжающееся от пяти минут до двух часов после полового акта.

## История
Первое упоминание посткоитальной дисфории приписывают греческому врачу Галену, который, как предполагается, написал: «Все животные грустят после коитуса, кроме человеческой самки и петуха». Однако этой цитаты нет в сохранившихся произведениях Галена, так что это может быть более поздняя выдумка. Зигмунд Фрейд и Хэвлок Эллис приписывали выражение анонимному автору, и только десятилетия спустя оно было связано с Галеном.
Спиноза в своём трактате Tractatus de Intellectus Emendatione писал: «Что касается чувственного удовольствия, то ум настолько захвачен им, как если бы он находился в покое в [истинном] благе, что он совершенно не может думать ни о чём другом. Но после того, как чувственное наслаждение прошло, следует величайшая печаль. Если это не захватывает полностью, тем не менее это полностью сбивает с толку и притупляет ум». Артур Шопенгауэр, позже описавший это явление, заметил, что «сразу после совокупления слышен смех дьявола».

## Исследования
Психологи Джоэл Мачковяк (англ. Joel Maczkowiack) и Роберт Швейцер (англ. Robert Schweitzer) провели исследование, посвящённое выявлению синдрома посткоитальной дисфории среди мужчин. Авторы работы отмечают, что общепринятым мнением является то, что мужчины и женщины испытывают спектр положительных эмоций, включая удовлетворение и расслабление сразу после сексуальной активности, происходящей по обоюдному согласию. Посткоитальная дисфория происходит сразу после сексуального опыта, который во всех других аспектах считался удовлетворительным, поэтому дисфория подобного рода — неожиданная эмоциональная реакция. Психологический феномен посткоитальной дисфории является редким физиологическим состоянием, с которым сталкиваются мужчины. Синдром посторгазмической болезненности, как полагают психологи, является аутоиммунной реакцией на извержение спермы.
У женщин посткоитальная дисфория ассоциируется с текущим психологическим расстройством, жестоким обращением со стороны мужчин в прошлом и несколькими сексуальными дисфункциями, которые согласуются с литературой о влиянии этих факторов на общее сексуальное состояние и взаимодействие.
Хотя эмпирических исследований о наличии посткоитальной дисфории среди мужчин проведено не было, авторы учебника по психиатрии Беньямин и Вирджиния Садок (англ. Benjamin Sadock, Virginia A. Sadock) утверждают, что посткоитальная дисфория может быть более распространённым среди мужчин, чем среди женщин, но при этом не приводят никаких доказательств в поддержку данного утверждения.
Поскольку посткоитальная дисфория ранее не изучалась среди мужчин, ее распространённость и то, насколько эта реакция соответствует поведенческому типу мужчин в настоящее время, неизвестны. Предварительное исследование психологов имело цель провести и изучить распространённость посткоитальной дисфории среди мужчин, а также выяснить его связь с различными факторами, относящимся к сексуальному функционированию: демографии, психическими расстройствами, историей жестокого обращения, другими переменными данными. Исследования проводились с помощью анкет и онлайн-опросов в социальных сетях и на сайтах психологических исследований. Была получена выборка из 1208 участников исследования. Выборка могла быть предвзятой из-за привлечения участников, которые имели или испытывали посткоитальную дисфорию, и отсутствия тех, кто не слышал о посткоитальной дисфории или не испытывал таких переживаний. На основе проведённых исследований авторы работы делают вывод, что посткоитальная дисфория положительно ассоциируется с сексуальными дисфункциями или риском того, что сексуальные дисфункции могут возникнуть в будущем, а также синдром возникает в тех случаях, когда сексуальному контакту предшествовал предыдущий сексуальный опыт, который закончился негативными последствиями. В отдельных случаях он возникает без связи с видимыми причинами. Исследования среди женщин показали аналогичные результаты, свидетельствующие о том, что посткоитальная дисфория связана с сексуальной дисфункцией, но может появляться независимо от неё. Вариации в сексуальном опыте являются нормой, поэтому их следует предвидеть, не считая патологией. Среди мужчин посткоитальная дисфория, по-видимому, связана с текущими психологическими стрессовыми ситуациями, сексуальным насилием в детстве и с некоторыми сексуальными дисфункциями.
Авторы исследования выяснили, что среди участников опроса мужского пола 40 % испытывали посткоитальную дисфорию хотя бы один раз в своей жизни, 20 % сообщили, что испытывали это чувство в течение четырёх недель, предшествующих исследованию. Также отмечается, что 3-4 % участников опроса испытывали симптомы посткоитальной дисфории на регулярной основе. Согласно тому же исследованию, посткоитальная дисфория у мужчин была связана с текущим психологическим расстройством, сексуальным насилием в детстве и с некоторыми сексуальными дисфункциями.
Исследование женщин-близнецов в Англии показало, что 3,7 % женщин сообщили о недавней посткоитальной дисфории, 7,7 % из них сообщили о длительной посткоитальной дисфории. Другое исследование показало, что почти половина студенток университетов хотя бы раз в жизни сообщали о симптомах PCT.